# نیکولا پاوان
نیکولا پاوان (انگلیسی: Nicola Pavan؛ زادهٔ ۱۵ ژوئن ۱۹۹۳) بازیکن فوتبال است.